# Cottonwood-Verde Village
Cottonwood-Verde Village és una concentració de població designada pel cens dels Estats Units a l'estat d'Arizona. Segons el cens del 2000 tenia 10.610 habitants.

## Demografia
Segons el cens del 2000, Cottonwood-Verde Village tenia 10.610 habitants, 4.071 habitatges, i 2.988 famílies La densitat de població era de 467,1 habitants/km².
Dels 4.071 habitatges en un 29,6% hi vivien nens de menys de 18 anys, en un 60,2% hi vivien parelles casades, en un 9,8% dones solteres, i en un 26,6% no eren unitats familiars. En el 21,1% dels habitatges hi vivien persones soles el 10% de les quals corresponia a persones de 65 anys o més que vivien soles. El nombre mitjà de persones vivint en cada habitatge era de 2,53 i el nombre mitjà de persones que vivien en cada família era de 2,92.
Per edats la població es repartia de la següent manera: un 24,6% tenia menys de 18 anys, un 5,9% entre 18 i 24, un 23,8% entre 25 i 44, un 23,9% de 45 a 60 i un 21,9% 65 anys o més.
L'edat mediana era de 42 anys. Per cada 100 dones de 18 o més anys hi havia 87,1 homes.
La renda mediana per habitatge era de 35.075 $ i la renda mediana per família de 38.596 $. Els homes tenien una renda mediana de 29.129 $ mentre que les dones 21.773 $. La renda per capita de la població era de 16.734 $. Aproximadament el 6,7% de les famílies i el 8,7% de la població estaven per davall del llindar de pobresa.

## Poblacions més properes
El següent diagrama mostra les poblacions més properes.